# Epping, New South Wales
Epping este o suburbie în Sydney, Australia.